# Ölands runinskrifter 2
Ölands runinskrifter 2 är en försvunnen vikingatida runsten som fanns i Algutsrums kyrka, Algutsrums socken och Mörbylånga kommun. Runstenen låg på 1600-talet som golvsten i kyrkan och fanns där, eller på annan plats i kyrkan, fram till 1822 då den blev förstörd vid en ombyggnad.

## Inskriften
Translitterering av runraden:
[tot-- × þ-(a)- (k)--(k)aʀ · ---- · ...--- -tain · iftiʀ · sabiara · bruþur · sin · kuþ · hialbi salu hans ·]
Normalisering till runsvenska:
Dott[iʀ](?), Þ[i]a[gn](?), ...gæiʀʀ(?) [letu] [retta] [s]tæin æftiʀ Sæbiorn, broður sinn. Guð hialpi salu hans.
Översättning till nusvenska:
Dóttir(?), Þegn(?), …-geirr(?) lät resa stenen efter Säbjörn, sin broder. Gud hjälpe hans själ.